# 郎黨
郎黨（日语：／ Rōtō）是日本中世紀武士時代武士們的隨從和私兵。
他們相當於武士家的門客，他們與主君雖沒血緣關係但仍享有騎馬權利與參與戰鬥的義務。
有時武士也會成為另一個武士的郎黨，如11世紀被稱為武家棟梁的源賴信，追隨他的武士被稱為棟梁的郎黨。